# 132 atrapados por la realidad
132 Atrapados por la realidad era un programa chileno estilo docu-reality, que fue emitido por Mega los días martes a las 22:00. "132 Atrapados por la realidad" trató de emergencias recibidas por los Bomberos de Chile, mayormente los Bomberos de la Región Metropolitana, donde se mostraba sus salidas a las emergencias tanto de incendios, accidentes vehiculares, personas atrapadas, y rescates diversos. Su contexto es el cual donde un camarógrafo acompaña a los Bomberos saliendo a las emergencias en sus carros y muestra las situaciones previamente grabadas y editadas. El programa fue sacado abruptamente del aire.
El número 132 viene del número telefónico de emergencias que utilizan los Bomberos de Chile para recibir llamados a sus centrales, el cual puede ser discado desde cualquier equipo telefónico de todas las compañías, incluso si el equipo celular no tuviese la simcard, y no hubiese saldo en el celular.
Su antecesor es 133 Atrapados por la realidad, el cual muestra los procedimientos de los Carabineros de Chile.